# فريد بويد
فريد بويد (بالإنجليزية: Fred Boyd)‏ مواليد 13 يونيو 1950 في بيكرسفيلد، هو لاعب كرة سلة أمريكي معتزل. بدأ مسيرته الاحترافية في سنة 1972. تم اختياره من قبل فريق فيلادلفيا سفنتي سيكسرز خلال الدرافت. بلغ طوله 6 قدم 2 بوصة (1.9 م). اعتزل اللعب في 1978. لعب مع فيلادلفيا سفنتي سيكسرز ويوتا جاز.

## روابط خارجية
- فريد بويد على موقع إن بي أي (الإنجليزية)
- فريد بويد على موقع سبورتس رفرنس (الإنجليزية)
- فريد بويد على موقع كلية كرة السلة في سبورتس رفرنس.كوم (الإنجليزية)
- فريد بويد على موقع ريلجم (الإنجليزية)
- فريد بويد على موقع بروبوليرز (الإنجليزية)